# ビリャビシオサ
ビリャビシオーサ（スペイン語: Villaviciosa）は、スペイン・アストゥリアス州のコンセユ（基礎自治体）。同名の教区ビリャビシオーサを中心とした、41の教区から構成されている。
ビリャビシオーサは、シドラ（リンゴ酒）の品質の良さ、そしてプマラエス（Pumaraes、アストゥリアスでリンゴの果樹園を意味する）の豊富なことで知られている。中世にはマリアヨ（Maliayo）と呼ばれていたため、住民の呼称は複数形でmaliayésである。現在の地名ビリャビシオーサとは、「肥沃な村」を意味する。

## 歴史
地理的条件、気候の良さ、肥沃な土地が亜旧石器時代からあったと考えられている。要塞化した居留地であるヒルフォート（スペイン語でCastro）も多種多様に存在しており、特に西部の河口付近に多く集まっている。ローマ人の定住を物語る墓石や碑がコンセユ各地で見つかっている。ローマ人ヴィラ跡は、現在のロディーレス浜付近の河口にあった。
アストゥリアス王国時代になると、住民はロディーレスからアマンディやカモカへ移動した。
レオン王アルフォンソ9世は、この地域への再植民を始めた。カスティーリャ王アルフォンソ10世時代の1270年、ビトリアでの文書にて町（または村）の地位が与えられた。同時代に、厳律シトー会がサンタ・マリア・デ・バルデディオス修道院と荘園を築き、民への布教を行った。14世紀にビリャビシオーサと名が改められた。住民は司教を助け、エンリケ王子の庇護を受けたヒホン伯爵と争いを続けた。15世紀終わりには町が大火で荒廃したために、カトリック両王はビリャビシオーサ全体の再建のため資金を提供する布告を行った。サンタ・マリア教会に近接して建っていた病院は、地元住民よりむしろ海上のサンティアゴの巡礼路を行く巡礼者たちが立ち寄っていた。
1517年、嵐のためサンタンデール上陸をあきらめた神聖ローマ皇帝カール5世が、タソネスの漁港に上陸した。教区の代表者たちは、皇帝と妹レオノールをビリャビシオーサへ案内し、皇帝一行はロドリーゴ・デ・エビア邸に3泊4日滞在した。
17世紀、ビリャビシオーサには上流階級の邸宅、宮殿や広場が建設され、都市の景観が現れた。19世紀、スペイン独立戦争ではビリャビシオーサはフランス軍によって数回占領された。

## 地理
カンタブリア海に近い場所に位置する。北部には入り江のリア・デ・ビリャビシオーサがあり、一帯にヨーロッパウナギ、ハシボソヨシキリ、キンスジサラマンダーなどが生息している。2011年にラムサール条約登録地となった。

### 人口
| ビリャビシオサの人口推移 1842－2010                     |
|                                                         |
| 出典:INE（スペイン国立統計局）1900年 - 1991年、1996年 - |

## 教区

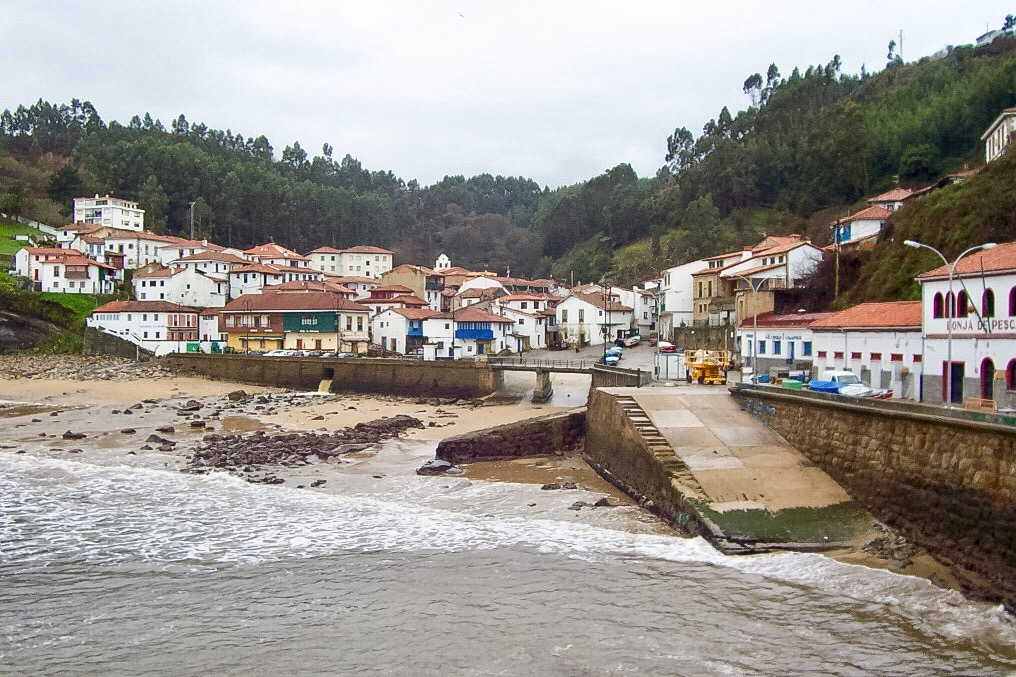
漁港の町タソネス

| - アマンディ - アンバス - アルギュエロ - アルニン - アロエス - ベドリニャナ - ブレセニャ - カモカ - カンダナル - カルダ - カレニェス - カスティエーリョ - カサネス - セラダ - コロ - エル・ブスト - フエンテス - グラッス - ラ・リェラ - ラ・マグダレーナ - ルガス | - マル - ミラバリェス - ニエバレス - オレス - ペオン - プリエスカ - プエリェス - キンテス - キントゥエレス - ラレス - ロサダス - サン・フスト - サンタ・エウヘニア - セロリオ - タソネス - トルノン - バルデバルサナ - バリェス - ビリャベルデ・ラ・マリーナ - ビリャビシオサ |

## 経済
第一次産業従事者（牧畜、酪農、漁業）が約35％、第二次産業従事者（飲料、特にシドラ）が約19％、第三次産業従事者（特に観光業）が約45％となっている。

## 史跡
ビリャビシオーサには、プレロマネスク様式、ロマネスク様式の教会建築が数多くある。

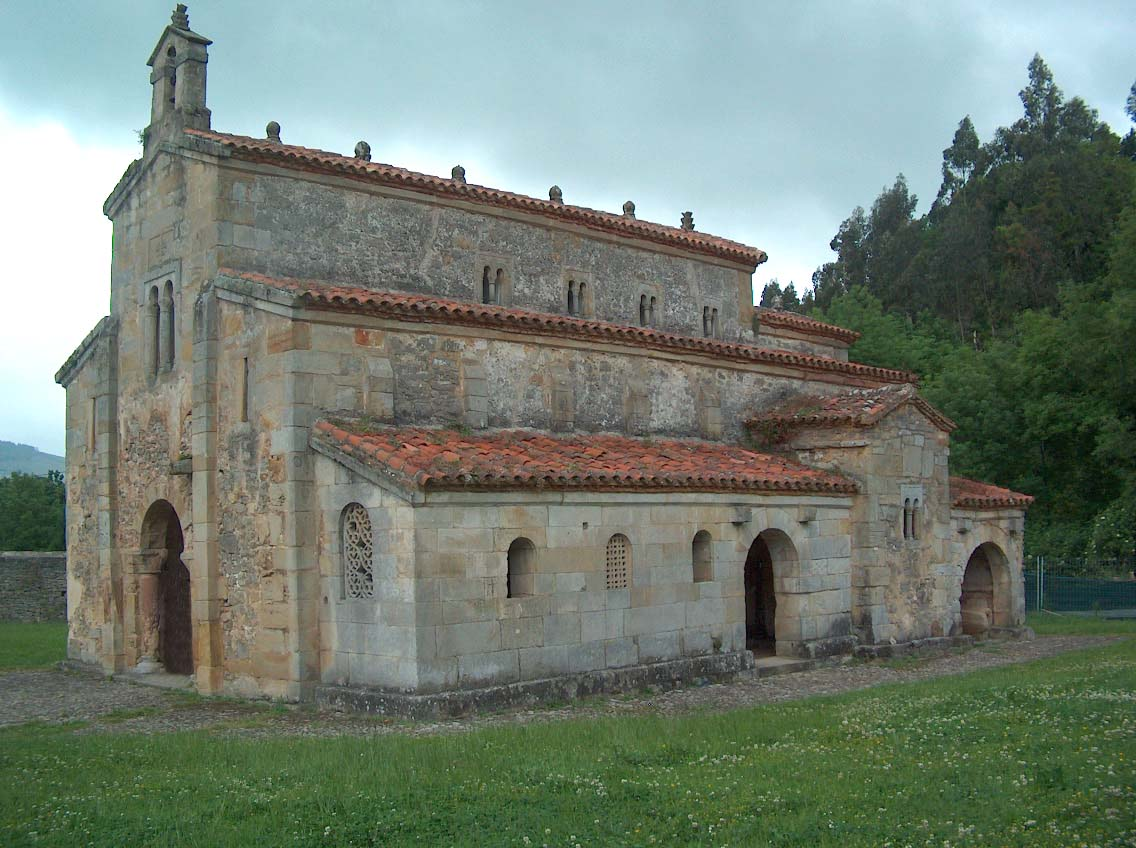
サン・サルバドール・デ・バルデディオス教会（英語版）。893年。アストゥリアス様式（英語版）の教会
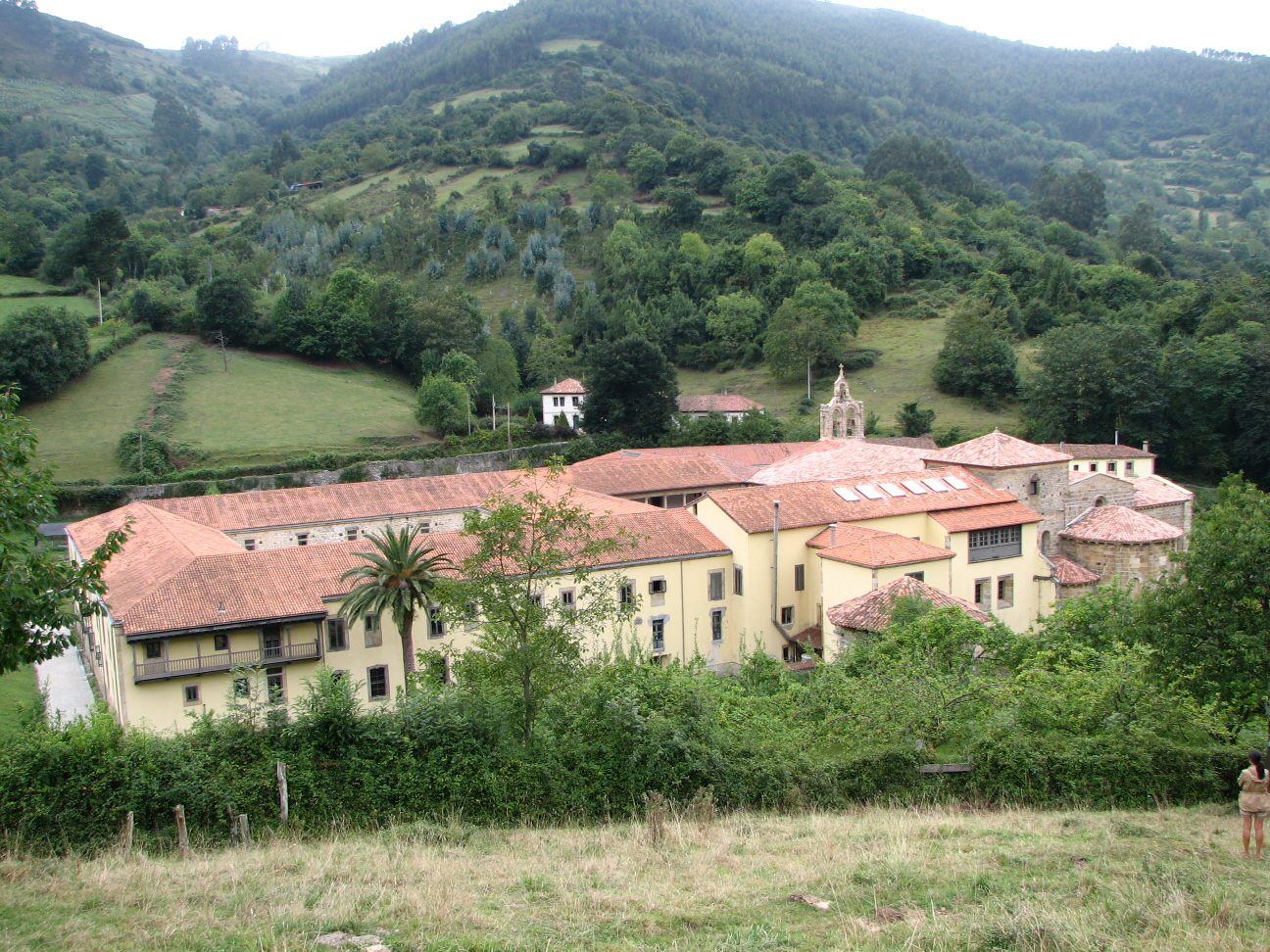
サンタ・マリア・デ・バルデディオス修道院（スペイン語版）。UNESCO世界遺産「サンティアゴ・デ・コンポステーラの巡礼路」
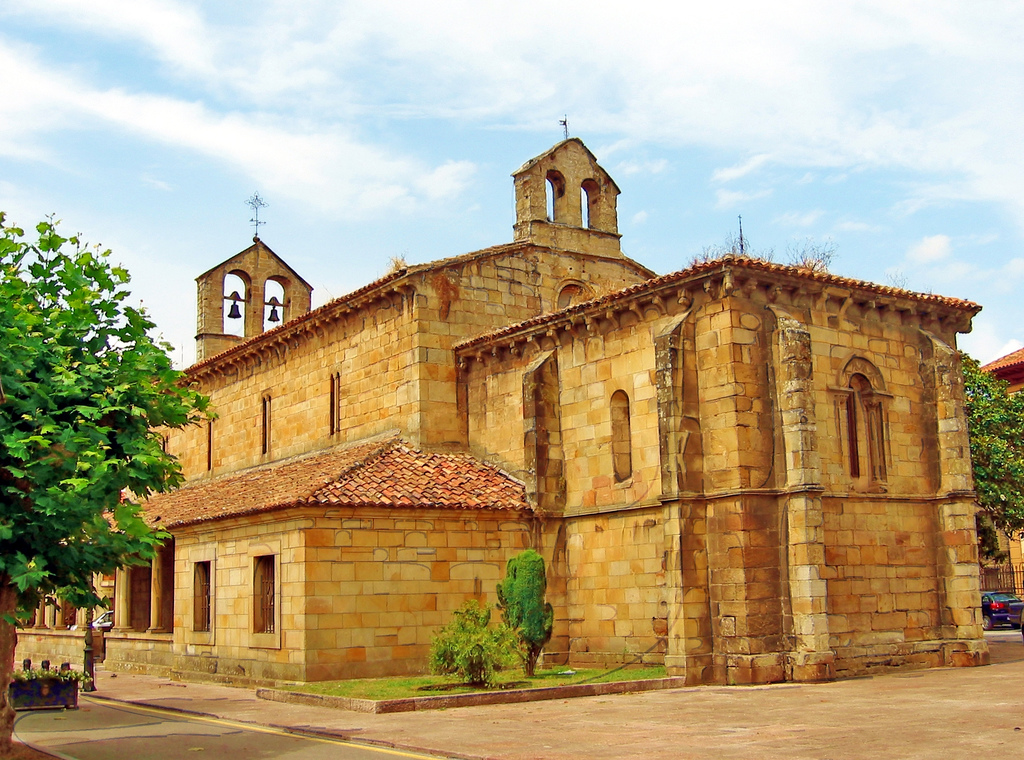
サンタ・マリア・デ・ラ・オリーバ教会（スペイン語版）。13世紀
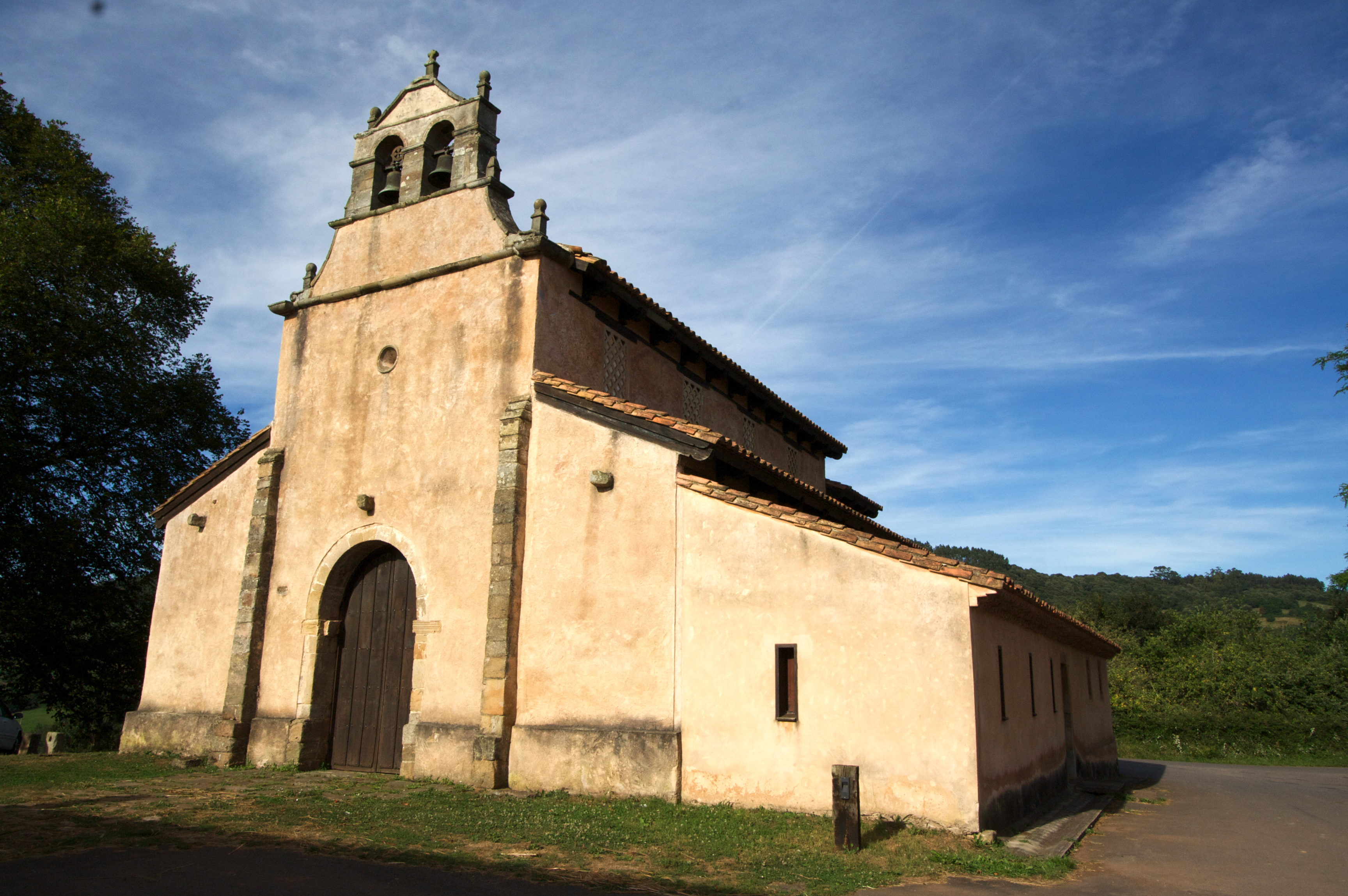
サン・サルバドール・デ・プリエスカ教会（スペイン語版）

## 姉妹都市
- ビジャビシオーサ・デ・オドン（スペイン語版）、スペイン

## 出身者
- マルセリーノ・ガルシア・トラル - サッカー選手、指導者
- シエテス - サッカー選手、アトランタ五輪メンバー
- ディエゴ・ヨハネソン - サッカー選手